# Sfendámi
Sfendámi är en ort i Grekland.   Den ligger i prefekturen Nomós Pierías och regionen Mellersta Makedonien, i den norra delen av landet, 290 km norr om huvudstaden Aten. Sfendámi ligger 166 meter över havet och antalet invånare är 1 209.
Terrängen runt Sfendámi är platt åt sydost, men åt nordväst är den kuperad. Terrängen runt Sfendámi sluttar österut. Runt Sfendámi är det ganska tätbefolkat, med 70 invånare per kvadratkilometer. Närmaste större samhälle är Kateríni, 16,3 km söder om Sfendámi. Trakten runt Sfendámi består till största delen av jordbruksmark.